# Drew Moor
Drew Moor (ur. 15 stycznia 1984 w Dallas) – amerykański piłkarz występujący na pozycji obrońcy w drużynie Toronto FC.

## Kariera piłkarska

### Klubowa
Drew Moor profesjonalną karierę piłkarską rozpoczął w 2004 roku, jako zawodnik Chicago Fire Premier. Rok później podpisał kontrakt z drużyną FC Dallas. Tu miał szansę na regularne występy w Major League Soccer. Swą pierwszą bramkę w MLS strzelił 6 maja 2006 roku, w przegranym 3:4 meczu z Houston Dynamo. W sumie w barwach Dallas rozegrał 123 spotkania w MLS i zdobył 8 bramek.
31 sierpnia 2009 przeszedł do drużyny Colorado Rapids, a w 2016 do Toronto FC.

### Reprezentacyjna
Drew Moor zadebiutował w reprezentacji Stanów Zjednoczonych 2 lipca 2007 roku, w przegranym 1:3 meczu z Paragwajem. W 2007 roku został powołany na Copa América 2007.